# Ligne Yamatoji
La ligne Yamatoji (大和路線, Yamatoji-sen) est le nom donné à la portion ouest de la ligne principale Kansai au Japon. Elle commence à la gare de Kamo dans la préfecture de Kyoto et se termine à la gare de JR Namba dans l'arrondissement de Naniwa à Osaka. La ligne est détenue et exploitée par la West Japan Railway Company (JR West).
La ligne JR Yamatoji constitue la ligne Q du réseau urbain de la JR West dans l'agglomération d'Osaka-Kobe-Kyoto.

## Histoire
Le nom "ligne Yamatoji" est utilisé depuis le 13 mars 1988.

## Services
Yamatoji Rapid Service (大和路快速, Yamatoji kaisoku, YR), Regional Rapid Service (区間快速, Kukan kaisoku, RR)
Les trains "Yamatoji Rapid Service" commencent de la gare de Kamo ou de la gare de Nara et quittent la ligne principale Kansai à la gare de Shin-Imamiya au lieu de continuer jusqu'à JR Namba. De Shin-Imamiya, ils continuent sur la ligne circulaire d'Osaka, effectuant quelques arrêts jusqu'à la gare d'Osaka, puis en faisant tous les arrêts avant la fin de la boucle à la gare de Tennōji. Pendant les heures de pointe, ils sont exploités comme des "Regional Rapid Service", couvrant la même route mais en faisant tous les arrêts sur la ligne circulaire d'Osaka, et sont parfois interconnectés avec la ligne Wakayama à Ōji.
Rapid Service (快速, Kaisoku, R)
Les trains "Rapid Service", dont la couleur du type de train a été changé de l'orange au vert sur les diagrammes depuis le 15 mars 2008 (la couleur de la ligne de la ligne Yamatoji), circulent entre Kamo et JR Namba en heure de pointe avec 3 trains à partir de Kashiwara pour JR Namba le matin, 2 trains entre Takada et JR Namba via la ligne de Wakayama et 2 trains entre Ōji et JR Namba à l'heure de pointe.
Direct Rapid Service (直通快速, Chokutsū kaisoku, DR)
La mise en fonction des trains "Direct Rapid Service" a commencé sur le 17 mars 2008 en raison de l'ouverture de la ligne Osaka Higashi et l'ajustement du diagramme de circulation le 15 mars 2008. Les trains circulent de Nara à Amagasaki via la ligne Yamatoji, la ligne Osaka Higashi, la ligne Gakkentoshi, et la ligne JR Tōzai.
Local (普通, Futsū)
Les trains "locaux" s'arrêtent à toutes les stations entre Kamo et JR Namba. Ils sont aussi exploités entre JR Namba et Ōji en dehors des heures de pointe, ou jusqu'à Kamo et la ligne Nara en début de matinée.

## Gares
| Numéro | Gare             | Nom japonais | Distance depuis Kamo (km) | Correspondances | Ville          | Ville               |
| ------ | ---------------- | ------------ | ------------------------- | --- | -------------- | ------------------- |
| JR-Q39 | Kamo             | 加茂         | 0                         | JR West : Kansai (interconnexion) | Kizugawa       | Préfecture de Kyoto |
| JR-Q38 | Kizu             | 木津         | 6,0                       | JR West : Katamachi (interconnexion), Nara (interconnexion) | Kizugawa       | Préfecture de Kyoto |
| JR-Q37 | Narayama         | 平城山       | 9,2                       | | Nara           | Préfecture de Nara  |
| JR-Q36 | Nara             | 奈良         | 13,0                      | JR West : Sakurai, Nara | Nara           | Préfecture de Nara  |
| JR-Q34 | Kōriyama         | 郡山         | 17,8                      | | Yamatokoriyama | Préfecture de Nara  |
| JR-Q33 | Yamato-Koizumi   | 大和小泉     | 21,6                      | | Yamatokoriyama | Préfecture de Nara  |
| JR-Q32 | Hōryūji          | 法隆寺       | 24,8                      | | Ikaruga        | Préfecture de Nara  |
| JR-Q31 | Ōji              | 王寺         | 28,4                      | JR West : Wakayama (interconnexion) Kintetsu : Ikoma, Tawaramoto | Ōji            | Préfecture de Nara  |
| JR-Q30 | Sangō            | 三郷         | 30,2                      | | Sangō          | Préfecture de Nara  |
| JR-Q29 | Kawachi-Katakami | 河内堅上     | 33,1                      | | Kashiwara      | Préfecture d'Osaka  |
| JR-Q28 | Takaida          | 高井田       | 35,5                      | | Kashiwara      | Préfecture d'Osaka  |
| JR-Q27 | Kashiwara        | 柏原         | 37,9                      | Kintetsu : Domyoji, Osaka (à Katashimo) | Kashiwara      | Préfecture d'Osaka  |
| JR-Q26 | Shiki            | 志紀         | 39,6                      | | Yao            | Préfecture d'Osaka  |
| JR-Q25 | Yao              | 八尾         | 42,2                      | | Yao            | Préfecture d'Osaka  |
| JR-Q24 | Kyūhōji          | 久宝寺       | 43,4                      | JR West : Osaka Higashi | Yao            | Préfecture d'Osaka  |
| JR-Q23 | Kami             | 加美         | 45,1                      | | Osaka          | Préfecture d'Osaka  |
| JR-Q22 | Hirano           | 平野         | 46,6                      | | Osaka          | Préfecture d'Osaka  |
| JR-Q21 | Tōbu-shijō-mae   | 東部市場前   | 48,1                      | | Osaka          | Préfecture d'Osaka  |
| JR-Q20 | Tennōji          | 天王寺       | 50,5                      | JR West : Ligne circulaire d'Osaka (interconnexion), Hanwa Métro d'Osaka : Midōsuji, Tanimachi Kintetsu : Minami Osaka (à Osaka-Abenobashi) Tramway d'Osaka : Uemachi | Osaka          | Préfecture d'Osaka  |
| JR-Q19 | Shin-Imamiya     | 新今宮       | 51,5                      | JR West : Ligne circulaire d'Osaka Nankai : Nankai, Kōya Métro d'Osaka : Midōsuji, Sakaisuji (à Dōbutsuen-mae) Tramway d'Osaka : Hankai                               | Osaka          | Préfecture d'Osaka  |
| JR-Q18 | Imamiya          | 今宮         | 52,7                      | JR West : Ligne circulaire d'Osaka | Osaka          | Préfecture d'Osaka  |
| JR-Q17 | JR Namba         | JR難波       | 54,0                      | Nankai : Nankai, Kōya (à Namba) Hanshin : Namba (à Osaka-Namba) Kintetsu : Namba (à Osaka Namba) Métro d'Osaka : Midōsuji, Sennichimae, Yotsubashi (à Namba)          | Osaka          | Préfecture d'Osaka  |